# Erdgas Werfertage 2013
Erdgas Werfertage 2013 – zawody lekkoatletyczne, rozegrane 25 maja w niemieckim Halle.
Z powodu dużych opadów deszczu odwołano wszystkie konkurencje zaplanowane na drugi dzień zawodów.

## Rezultaty
| PB – rekord życiowy \| NR – rekord kraju \| WL – najlepszy wynik na świecie w sezonie 2013 |

### Seniorzy

#### Mężczyźni
| Konkurencja:   | 1. miejsce        | Wynik       | 2. miejsce     | Wynik | 3. miejsce        | Wynik |
| Pchnięcie kulą | David Storl       | 20,97       | Antonín Žalský | 20,28 | Martin Stašek     | 20,07 |
| Rzut dyskiem   | Christoph Harting | 64,99 PB    | Robert Urbanek | 63,22 | Martin Wierig     | 63,17 |
| Rzut młotem    | Dilszod Nazarow   | 80,71 WL PB | Markus Esser   | 77,86 | Siergiej Litwinow | 77,07 |
| Rzut oszczepem | Łukasz Grzeszczuk | 83,75       | Kim Amb        | 81,65 | Thomas Röhler     | 81,28 |

#### Kobiety
| Konkurencja:   | 1. miejsce          | Wynik | 2. miejsce        | Wynik    | 3. miejsce         | Wynik |
| Pchnięcie kulą | Christina Schwanitz | 19,84 | Nadine Kleinert   | 18,76    | Josephine Terlecki | 18,18 |
| Rzut dyskiem   | Anna Rüh            | 64,28 | Tan Jian          | 64,08    | Julia Fischer      | 64,04 |
| Rzut młotem    | Betty Heidler       | 74,92 | Éva Orbán         | 73,44 NR | Kathrin Klaas      | 71,20 |
| Rzut oszczepem | Linda Stahl         | 65,76 | Katharina Molitor | 63,55    | Marharyta Dorożon  | 61,36 |